# Записки по едно предателство
„Записки по едно предателство“ е българска историческа драма от 2023 г. на режисьора и сценарист Георги Дюлгеров, базирана на книгата „Записки по българските въстания“ от Захари Стоянов. Във филма участват Иван Николов, Пламен Димов, Ивайло Христов и други. Премиерата в България е на 29 септември 2023 г.
Филмът е сниман в Копривщица и в района на Тетевен и Рибарица.

### Актьорски състав
| Изпълнител            | Роля                                                         |
| --------------------- | ------------------------------------------------------------ |
| Иван Николов          | Захари Стоянов                                               |
| Пламен Димов          | Георги Бенковски                                             |
| Ивайло Христов        | дядо Вълю (Вълю Стоилов -„Мечката“, предателят на Бенковски) |
| Цветан Алексиев       | отец Кирил                                                   |
| Красимир Доков        | Нейо                                                         |
| Джордж Арабаджийски   | Стефо Далматинеца                                            |
| Ангел Калев           | Волов                                                        |
| Кристиян Петров       | клиент                                                       |
| Атанас Генов          | търговец                                                     |
| Драгомир Ганев        | търговец                                                     |
| Лозен Самсонов        | Стоян                                                        |
| Пламен Соклев         | партизанин                                                   |
| Георги Георгиев       | партизанин                                                   |
| Николай Калачев       | клиент                                                       |
| Тихомир Рачев         | Соколов                                                      |
| Слави Георгиев        | Мачев                                                        |
| Георги Светломиров    | Нейчов                                                       |
| Мартин Илчев          | гражданин                                                    |
| Александър Ангелов    | партизанин                                                   |
| Александър Суванджиев | страхливец                                                   |
| Деян Монтю            | Деян, (дете)                                                 |
| Асен Монтю            | Асен, (дете)                                                 |
| Елица Дюлгерова       | майка                                                        |
| Даниела Димова        | малко момиче                                                 |
| Назъм Мюмюнов         | заловен турчин                                               |
| Георги Тодоров-Жози   | заловен турчин                                               |
| Мартин Негрев         | Икономов                                                     |
| Ради Стоянов          | Генев                                                        |
| Тодор Велев           | кметът                                                       |
| Явор Намлиев          | Климент                                                      |
| Ники Стоичков         | Зографски                                                    |

- сдружение „Хайдути“-Пловдив
- регионален клуб „Традиция“ -Копривщица (масови сцени)